# 府八幡宮
府八幡宮（ふはちまんぐう）は、静岡県磐田市中泉にある神社。旧社格は県社。

## 祭神
- 誉田別命
- 足仲彦命
- 気長足姫命

## 歴史
天平年間（729-748年）に遠江国司であった桜井王によって設置されたと伝えられる。神紋は左三つ巴である。

## 境内
- 本殿 - 江戸時代、元和3年（1617年）の造営。三間社流造。磐田市指定有形文化財。
- 拝殿・幣殿 - 江戸時代、寛永12年（1635年）の造営。磐田市指定有形文化財。
- 中門 - 江戸時代の造営。磐田市指定有形文化財。
- 楼門 - 江戸時代、寛永12年（1635年）の造営。静岡県指定有形文化財。

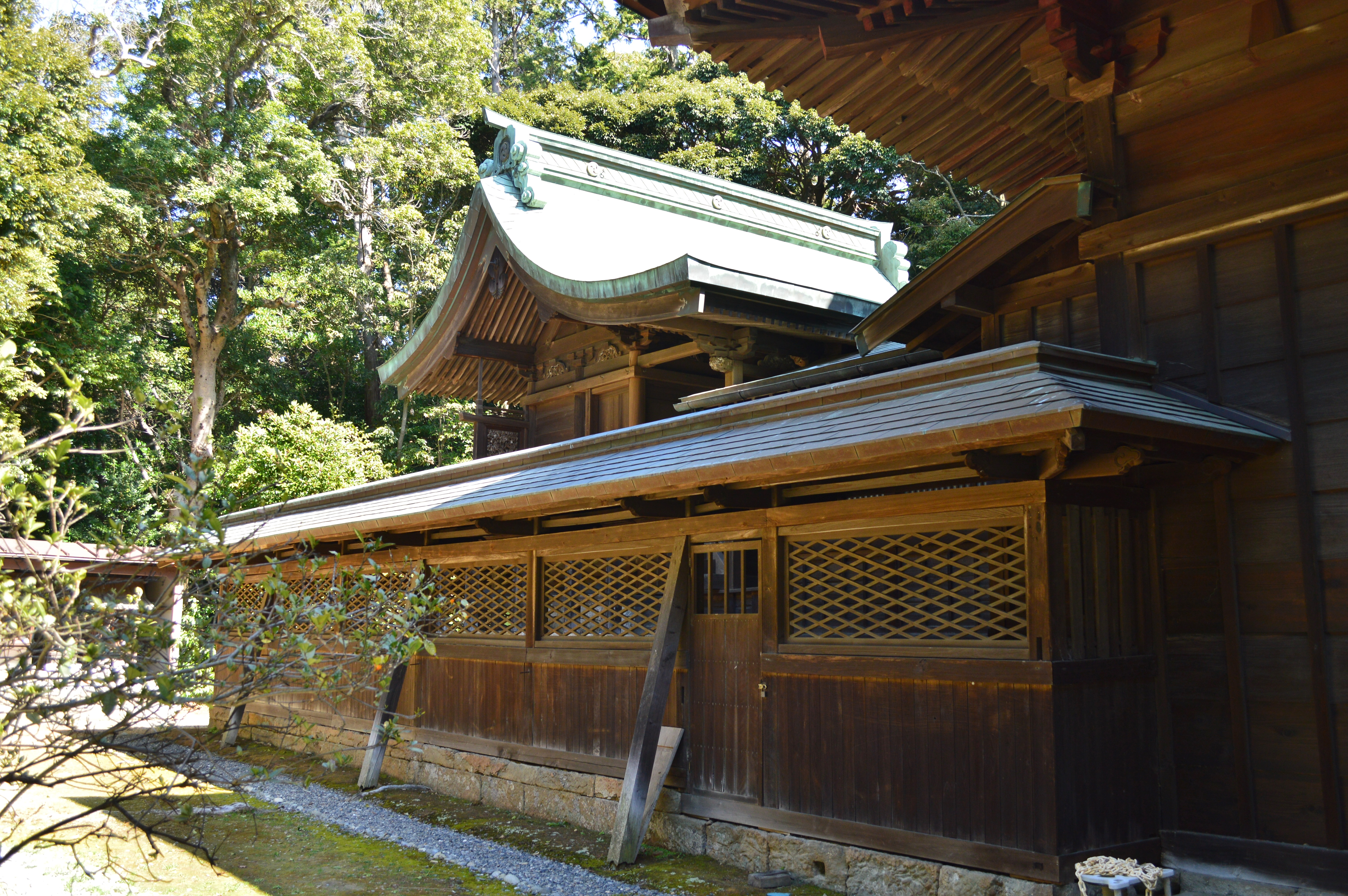
本殿（磐田市指定文化財）
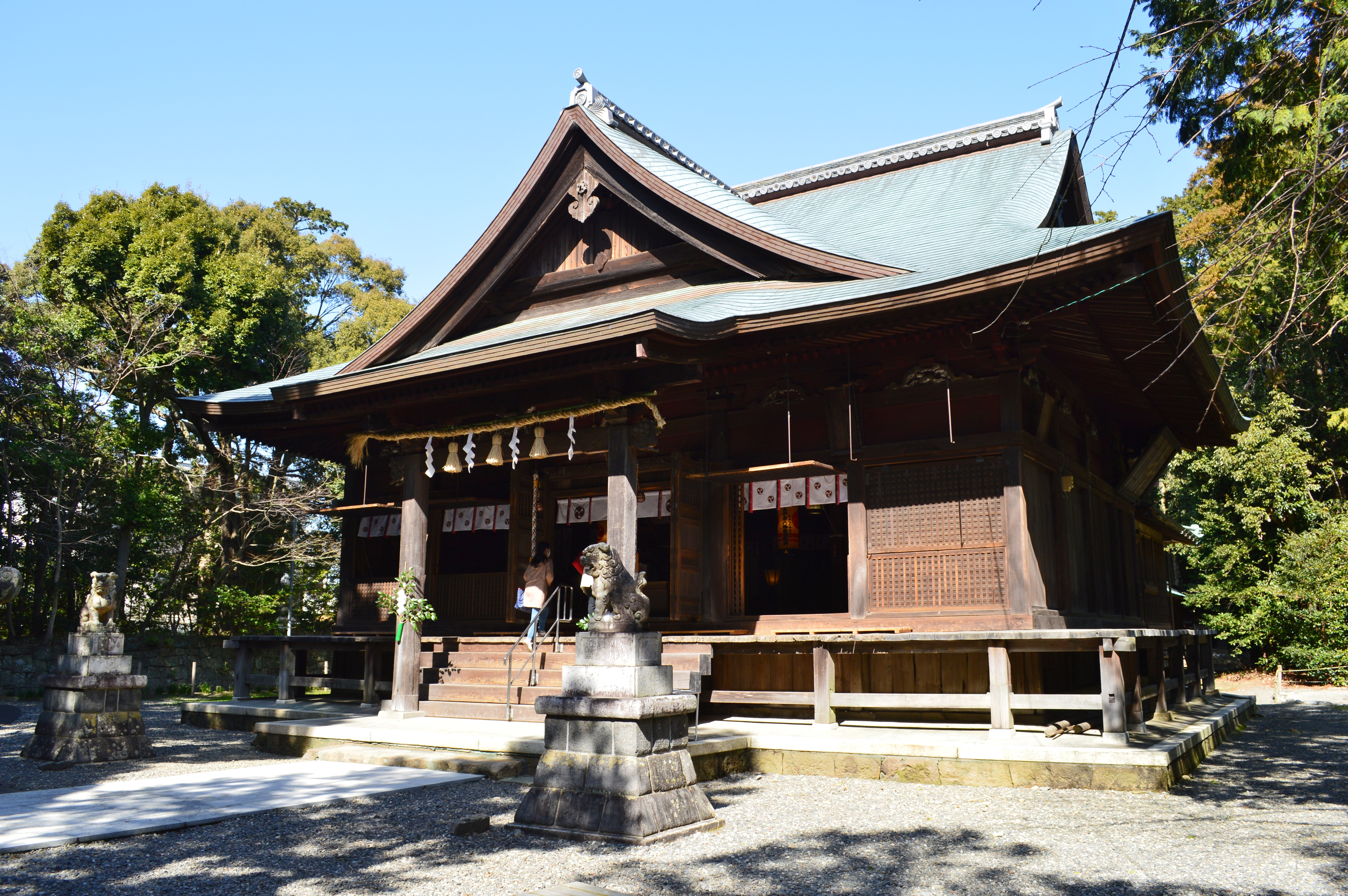
拝殿（磐田市指定文化財）
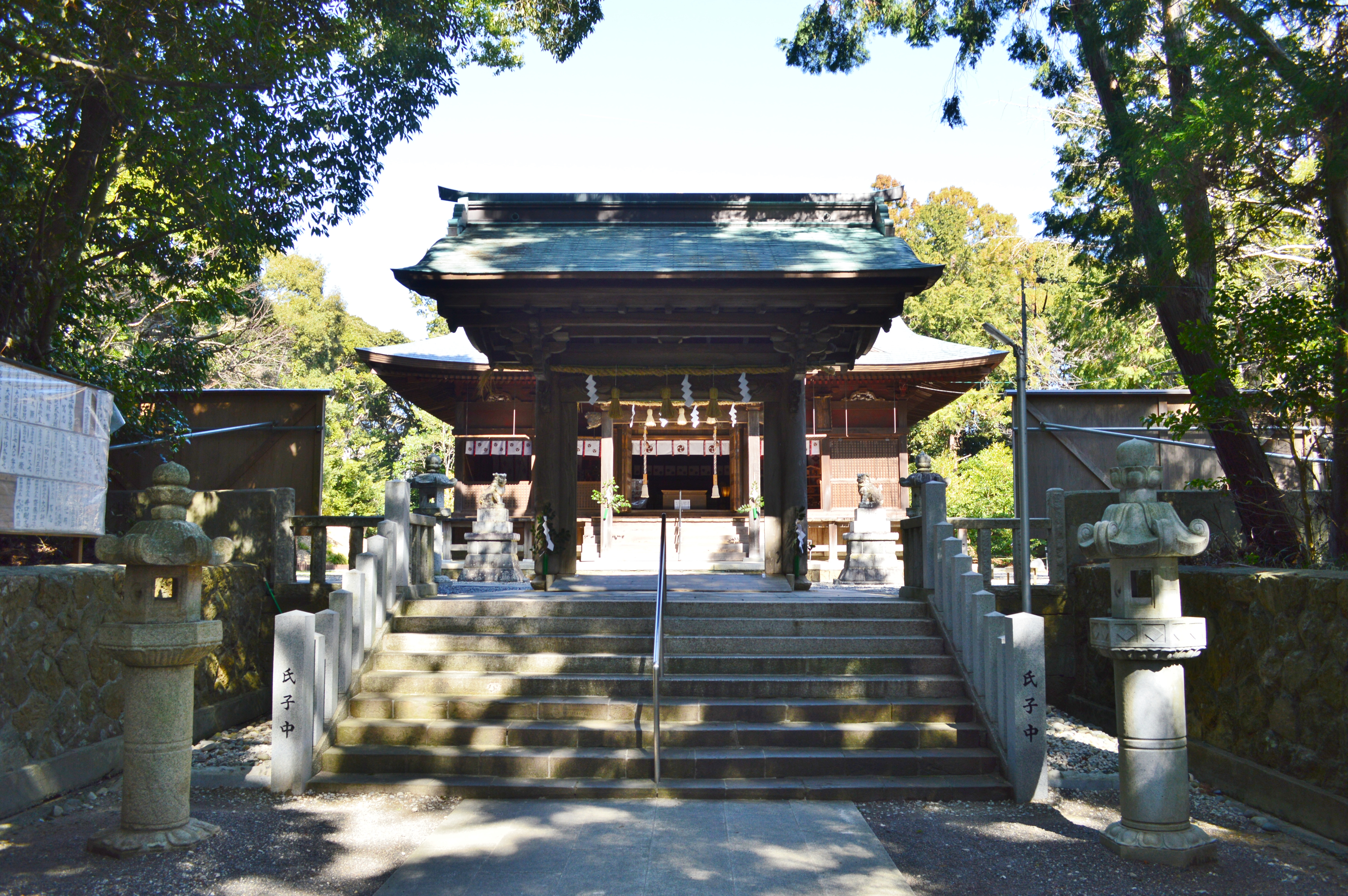
中門（磐田市指定文化財）
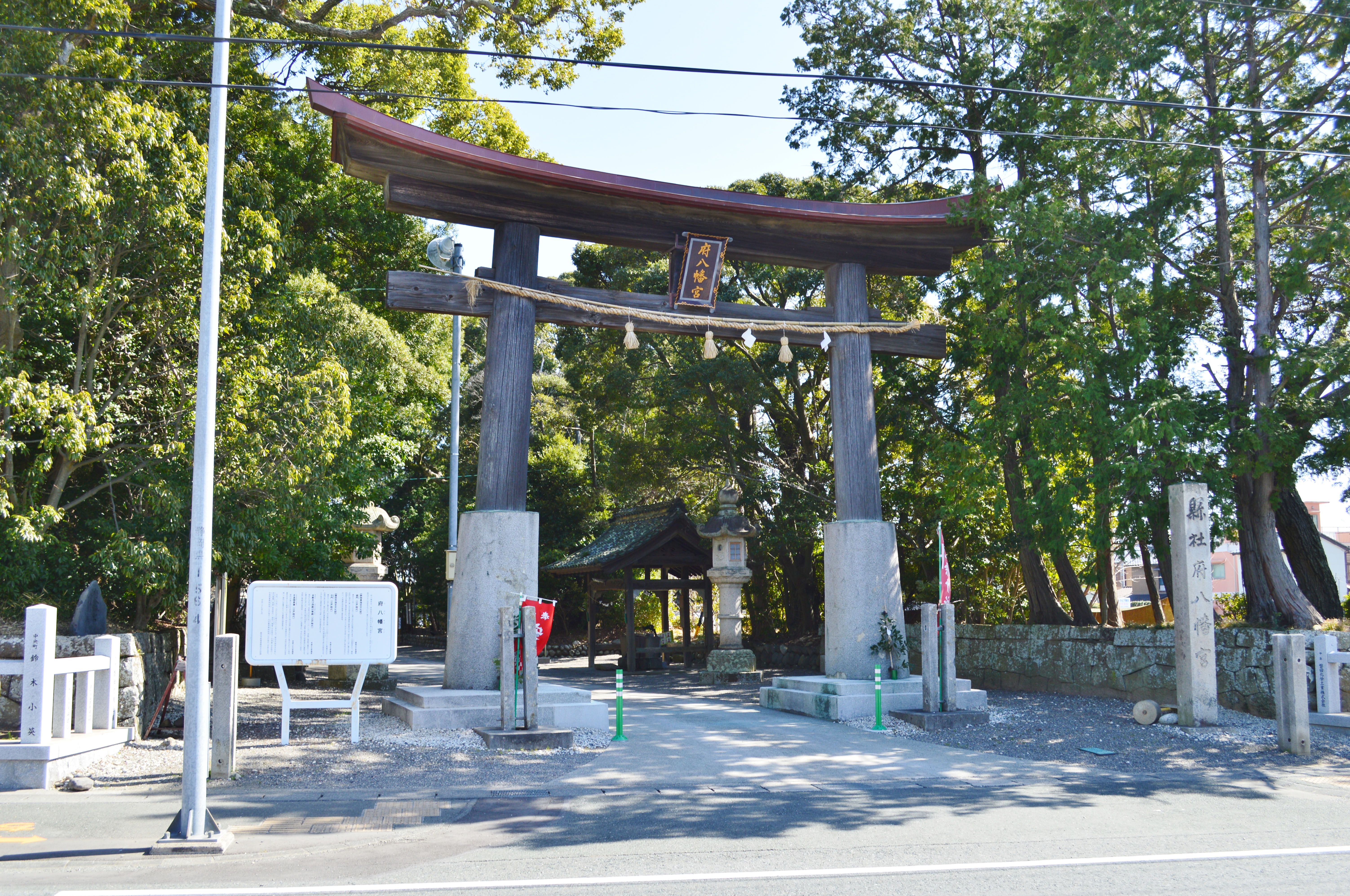
鳥居

## 文化財

### 静岡県指定文化財
- 有形文化財
  - 府八幡宮楼門（建造物） - 江戸時代、寛永12年（1635年）の造営。1955年（昭和30年）2月25日指定[1][2]。

### 磐田市指定文化財
- 有形文化財
  - 府八幡宮中門（建造物） - 江戸時代の造営。2005年（平成17年）11月21日指定[3]。
  - 府八幡宮本殿及び拝殿付幣殿（建造物） - 江戸時代の造営。2005年（平成17年）11月21日指定[3]。
  - 僧形八幡神像（彫刻） - 平安時代の作。2005年（平成17年）11月21日指定[3]。
  - 女神像（彫刻） - 平安時代の作。2005年（平成17年）11月21日指定[3]。
  - 木造随身像（彫刻） - 平安時代の作。2014年（平成26年）1月27日指定[3]。
  - 秋鹿朝重奉納絵馬 5面（絵画） - 内訳は以下。江戸時代、延宝5年（1677年）の秋鹿内匠朝重の奉納6面のうちの5面。2011年（平成23年）5月9日指定[3]。
    - 板絵著色左下がり松に鷹図
    - 板絵著色右下がり松に鷹図
    - 板絵著色騎牛人物図
    - 板絵著色軍鶏と人物図
    - 板絵著色騎馬武者図

  - 内田重貞奉納絵馬 2面（絵画） - 内訳は以下。江戸時代、延宝6年（1678年）の内田重貞による奉納。2011年（平成23年）5月9日指定[3]。
    - 板絵著色董永図
    - 板絵著色虞舜図

  - 瑞花鳳鸞八稜鏡（工芸品） - 2005年（平成17年）11月21日指定[3]。